# 复仇女神号

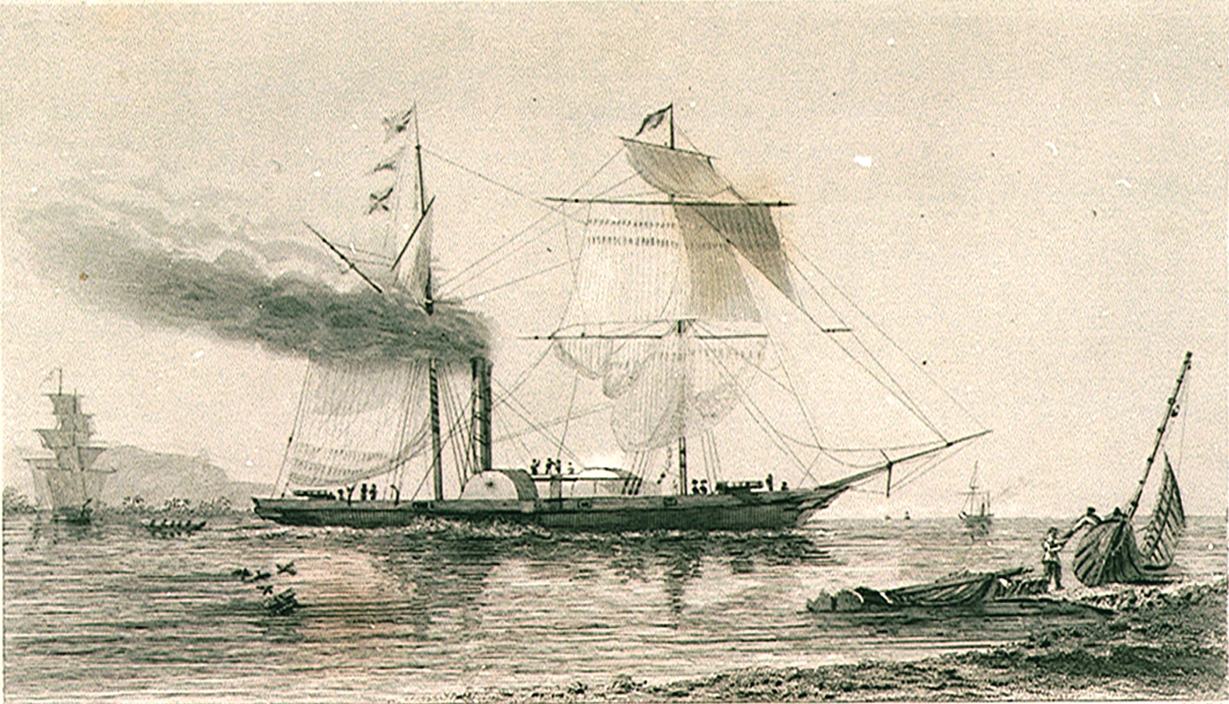

复仇女神号（英语：H.C. Nemesis）为英国东印度公司的一艘远洋明輪军舰，是英国第一艘铁壳战船。该舰于1839年下水，1840年英国皇家海军命令这艘铁壳军舰游弋于尼日尔河和大西洋，后被派往中国参与了第一次鸦片战争的多场战役。战争结束后被用来打击菲律宾和印尼地区的海盗。

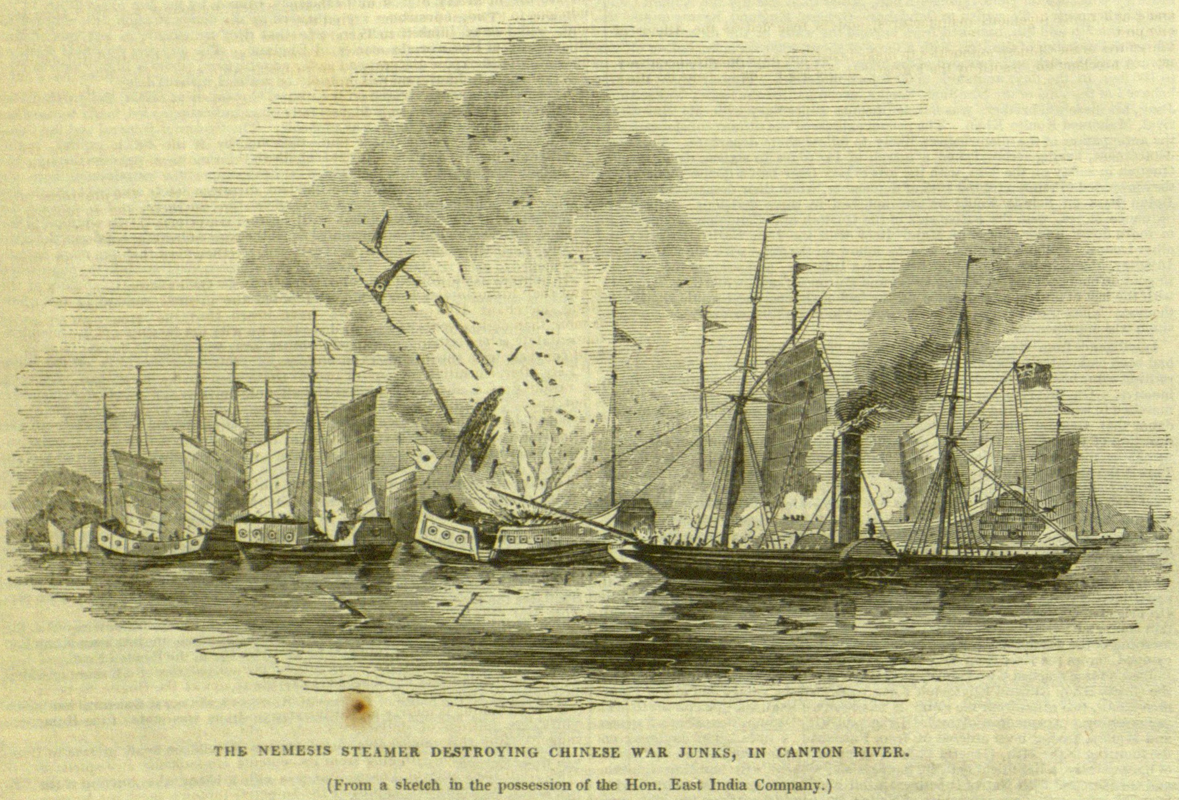
參與第一次鴉片戰爭

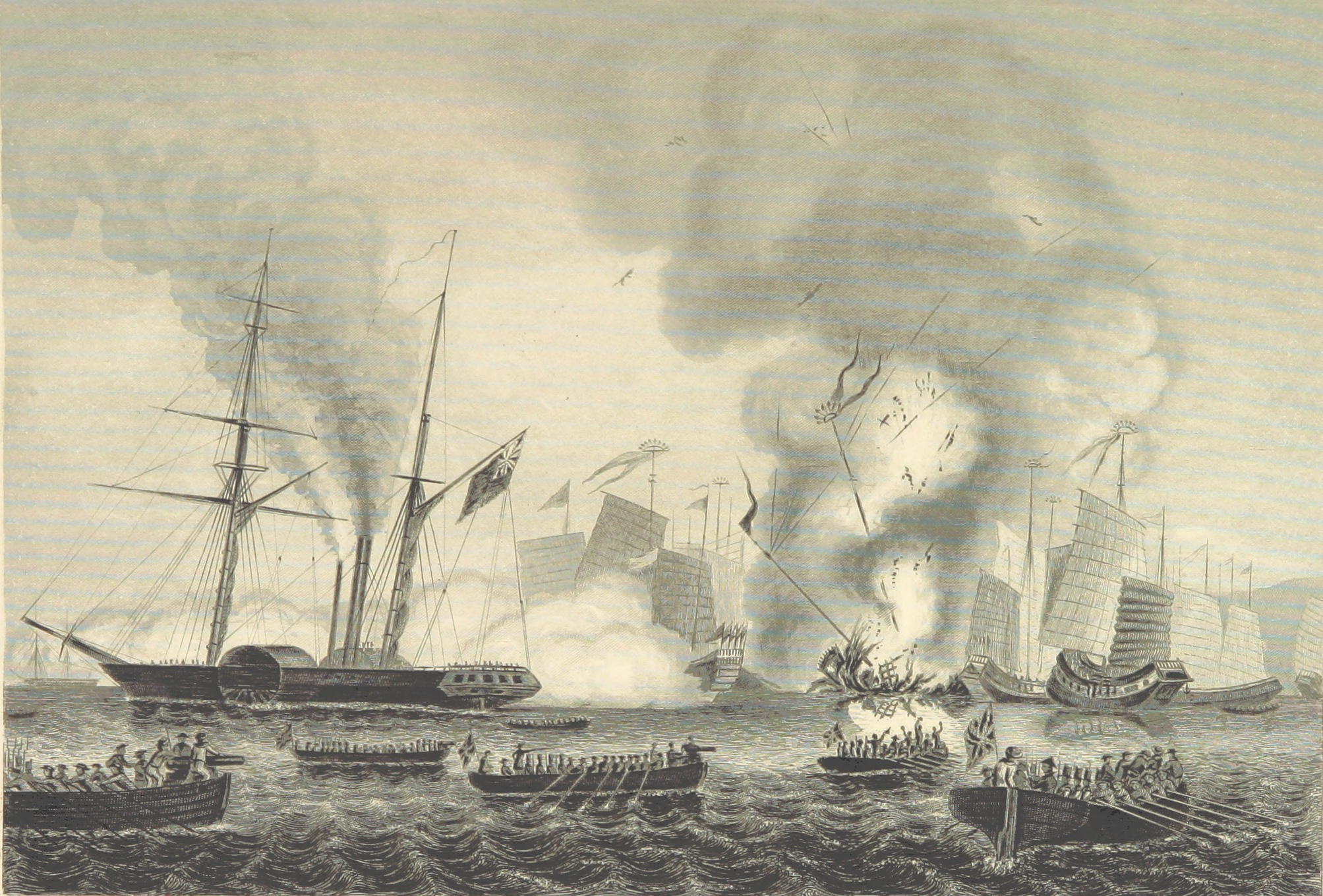
參與第二次穿鼻之戰

## 设计特点
1838年，英國政府的印度事務局與東印度公司董事會共同決定大規模擴張公司的輪船隊，向泰晤士河畔的造船廠訂購了三艘新的木殼明輪船，即塞索斯特利斯號、皇后號和克萊奧帕特拉號，1839年1月購買了一艘兩年新的愛爾蘭貨輪基爾肯尼號，並更名為芝諾比亞號。董事會不知道的是，印度事務局主席約翰·霍布豪斯在1838年還下令公司的秘密委員會秘密安排另造六艘鐵殼明輪船，其活動的龍骨能往下伸展，增加吃水，使其既適合內河航行又適合海上航行。六艘中本船與冥界火河號都由約翰·萊爾德父子公司的伯肯黑德鋼鐵廠（Birkenhead Iron Works）負責建造。
它是英国第一艘应用水密舱壁的军舰，同时也是世界海军史上最早使用蒸汽动力的军舰之一。平底，吃水只有5英尺深，转动非常灵活，在浅水的河床作战最为理想。有利於她進入內河河道，追擊敵船。它同时装有两条活动的龙骨，能往下再伸展5英尺，让该船能吃水共10英尺，足够在大海航行。它的舵也采取同样办法，在原来固定的舵上再加上一个活动的舵。浅水航行时，用固定的舵；大海航行时，再伸展出活动的舵。它的动力来源除了水蒸汽轮外还有风帆。因为率先使用了当时许多先进的技术，1839年建造该舰时，被认为是一种史无前例的大胆尝试。
该舰于1839年由英国东印度公司委托建造，但并未被列入该公司舰艇名录。《泰晤士报》因此断言“...这艘船获取了私掠许可证。如果此事属实，它一定怀有针对中国的走私鸦片之目的。”在鴉片戰爭期間，它與私有武裝汽輪無異，除船長威廉·哈欽·霍爾與大副、二副是英国海軍軍官外，其餘都是平民。1843年它被列入英国东印度公司舰艇名录。

## 技术数据
舰體全長184英尺（56.1米），垂標間距165英尺（50.3米），舰宽29英尺（8.8米），吃水深度6英尺（1.8米），舊噸位量法660吨，雙引擎每具马力60匹，铁制明轮推进，配备2门32磅彈及4门銅鑄6磅彈大炮以及康格里夫火箭炮，并可载船员90人。

## 榮譽及紀念
本艦有23名軍官、42名普通艦員、28名東印度水手（總計93人）獲得1842年中國戰爭勳章。